# Йеменски планини
Йеменските планини са планина в Югозападна Азия, заемаща основната част от Йемен и югозападния край на Саудитска Арабия. Най-висока точка е връх Наби Шуайб (3 666 m).
Разположени са в южната част на Арабския полуостров, по протежение на 1500 километра от бреговете на Червено море и Аденския залив. Склоновете им към морето са стръмни, а на североизток постепенно се спускат към пустинята Руб ал-Хали. Ниските части на Йеменските планини са заети от пустини и полупустини, преминаващи в по-високите в степи и ксерофитни гори.